# Single coil

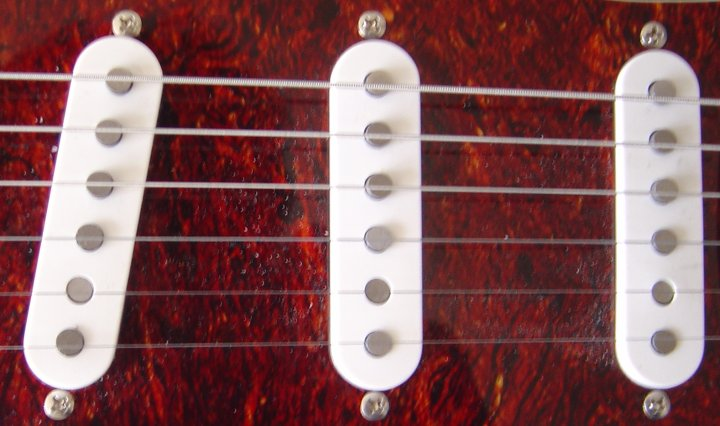
Tre single coil-pickuper på en Fender Stratocaster.

Single coil är en typ av pickup som främst används i elgitarr och elbas. Den består av en eller sex magneter omslutna av en spole med koppartråd, till skillnad från en humbuckerpickup som har två spolar. Ljudet är, jämfört med en humbucker, lite mer diskantrikt och lite mindre fylligt, med mer ljusa fina toner. Den ger också mindre sustain än en humbucker, vilket gör att tonerna klingar ut snabbare och anslaget är tydligare. Single coil-pickuper är till exempel mycket vanliga på Fender-gitarrer.
Pickupens karaktär avgörs av spolens höjd, samt antal varv koppartråd. Ju fler varv, desto mer ström lämnar den, och låter därför mer.
Numera finns det även dubbelspoliga singlecoil-pickuper (även kallad stackad singlecoil, från engelskans stack, som betyder stapel) som fungerar på samma sätt som en humbucker, men till skillnad från humbuckern så har den dubbelspoliga singlecoilen spolarna staplade ovanpå varandra. Detta ger pickupen ljudkaraktären från en singlecoil och de brumreducerande egenskaperna hos en humbucker. Denna pickup ska inte förväxlas med en humbucker i singlecoil-storlek som är en liten humbucker byggd för att passa i en gitarr gjord för singlecoilpickuper som till exempel Stratocaster.